# Tres dies de Flandes Occidental
Els Tres dies de Flandes Occidental (en neerlandès Driedaagse van West-Vlaanderen), també coneguda com a Johan Museeuw Classics, va ser una cursa ciclista per etapes que es disputava a la província de Flandes Occidental, Bèlgica.
La cursa es creà el 1945 amb el nom de Circuit de les Ardenes flamenques - Ichtegem (Omloop der Vlaamse Ardennen - Ichtegem). Entre 1999 i 2002 la cursa passà a anomenar-se Dos dies dels Esperons d'or (Guldensporentweedaagse). Des del 1999 el Circuit de les Ardenes flamenques constitueix la darrera etapa de la prova.
Des de la creació dels Circuits continentals de ciclisme, el 2005, la prova forma part de l'UCI Europa Tour, amb una categoria 2.1.
El 2017 va ser substituïda per una cursa d'un sol dia anomenada A través de Flandes Occidental.

## Palmarès
| Any                                                          | Vencedor                           | Segon                              | Tercer                             |                                    |
| ------------------------------------------------------------ | ---------------------------------- | ---------------------------------- | ---------------------------------- | ---------------------------------- |
| Circuit de les Ardenes flamenques – Ichtegem, de 1945 a 1998 |                                    |                                    |                                    |                                    |
| 1945                                                         | Marcel Kint                        | Prosper Depredomme                 | Maurice Desimpelaere               |                                    |
| 1946                                                         | Joseph Somers                      | Albert Decin                       | Achiel Buysse                      |                                    |
| 1947                                                         | Michel Remue                       | Albert Anutchin                    | André Maelbrancke                  |                                    |
| 1948                                                         | Raymond Impanis                    | Stan Ockers                        | François de Donder                 |                                    |
| 1949                                                         | Norbert Callens                    | René (Flander) Janssens            | André Maelbrancke                  |                                    |
| 1950                                                         | Arseen Ryckaert                    | Marcel Dierkens                    | Gilbert Caupain                    |                                    |
| 1951                                                         | Valère Ollivier                    | Joseph van Staeyen                 | Lucien Mathys                      |                                    |
| 1952                                                         | Kwik van Kerckhove                 | Karel de Baere                     | Gerard Buyl                        |                                    |
| 1953                                                         | Marcel Dierkens                    | Roger Decock                       | André Maelbrancke                  |                                    |
| 1954                                                         | Maurice Blomme                     | Arthur Mommerency                  | Hilaire Couvreur                   |                                    |
| 1955                                                         | René Mertens                       | Buddy-Camilius Demunster           | Lucien Mathys                      |                                    |
| 1956                                                         | Frans van Looveren                 | Arthur Mommerency                  | Willy Truye                        |                                    |
| 1957                                                         | Noël Foré                          | André Messelis                     | Lucien Mathys                      |                                    |
| 1958                                                         | Cyriel Vanbossel                   | Gabriel Borra                      | Willy Truye                        |                                    |
| 1959                                                         | Daniel Denys                       | Arthur Decabooter                  | Richard Durlacher                  |                                    |
| 1960                                                         | Florent Vanpollaert                | Bas Maliepaard                     | Kamiel Lamote                      |                                    |
| 1961                                                         | Gabriël Borra                      | Kamiel Buysse                      | Lucien Demunster                   |                                    |
| 1962                                                         | Staf Vanvaerenbergh                | Piet Rentmeester                   | Georges Decraeye                   |                                    |
| 1963                                                         | Gustaaf Desmet                     | Armand Desmet                      | René van Meenen                    |                                    |
| 1964                                                         | Lucien Gaelens                     | Gilbert Maes                       | René van Meenen                    |                                    |
| 1965                                                         | Bernard van de Kerckhove           | André Messelis                     | Benoni Beheyt                      |                                    |
| 1966                                                         | Noël van Clooster                  | Guido Reybrouck                    | Norbert Kerckhove                  |                                    |
| 1967                                                         | Gustaaf Desmet                     | Theo Mertens                       | André Planckaert                   |                                    |
| 1968                                                         | Willy Vanneste                     | Roger Rosiers                      | Romain de Loof                     |                                    |
| 1969                                                         | Eric de Vlaeminck                  | Wim du Bois                        | Joseph Mathy                       |                                    |
| 1970                                                         | anul·lada per culpa de les nevades | anul·lada per culpa de les nevades | anul·lada per culpa de les nevades | anul·lada per culpa de les nevades |
| 1971                                                         | Eric Leman                         | André Dierickx                     | Roger Rosiers                      |                                    |
| 1972                                                         | Tino Tabak                         | Aimé Delaere                       | Noël Vantyghem                     |                                    |
| 1973                                                         | Frans Verbeeck                     | Freddy Maertens                    | Jean-Pierre Berckmans              |                                    |
| 1974                                                         | Patrick Sercu                      | Walter Planckaert                  | Raymond Steegmans                  |                                    |
| 1975                                                         | Patrick Sercu                      | Frans Verbeeck                     | Rik van Linden                     |                                    |
| 1976                                                         | Christian de Buysschere            | Marcel van der Slagmolen           | Carlos Cuyle                       |                                    |
| 1977                                                         | Herman Beysens                     | Walter Naegels                     | Eric de Vlaeminck                  |                                    |
| 1978                                                         | Leo van Thielen                    | Rudy Pevenage                      | Fons van Katwijk                   |                                    |
| 1979                                                         | Piet van Katwijk                   | Eddy Vanhaerens                    | Hans-Peter Jakst                   |                                    |
| 1980                                                         | Johan Wellens                      | Daniel Gisiger                     | Ronny van de Vijver                |                                    |
| 1981                                                         | Ferdi van den Haute                | Jan Bogaert                        | Bert Oosterbosch                   |                                    |
| 1982                                                         | Dirk Heirweg                       | Alain de Roo                       | Marc Madiot                        |                                    |
| 1983                                                         | Ludo Peeters                       | Johan van der Velde                | Adri Schipper                      |                                    |
| 1984                                                         | William Tackaert                   | Alain de Roo                       | Dirk Durant                        |                                    |
| 1985                                                         | Hans Daams                         | Erik Stevens                       | Herman Frison                      |                                    |
| 1986                                                         | Jozef Lieckens                     | Frank Verleyen                     | Carlo Bomans                       |                                    |
| 1987                                                         | Franky van Oyen                    | Hendrik Redant                     | Patrick Onnockx                    |                                    |
| 1988                                                         | Michel Cornelisse                  | Rob Kleinsman                      | Frank Pirard                       |                                    |
| 1989                                                         | Luc Colyn                          | Dean Woods                         | Ronny Vlassaks                     |                                    |
| 1990                                                         | Dirk Demol                         | Peter Pieters                      | Patrick Deneut                     |                                    |
| 1991                                                         | Hendrik Redant                     | Edwig van Hooydonck                | Frank van den Abeele               |                                    |
| 1992                                                         | Nico Verhoeven                     | Edwig van Hooydonck                | Jans Koerts                        |                                    |
| 1993                                                         | Nico Eeckhout                      | Michel Cornelisse                  | Hans de Meester                    |                                    |
| 1994                                                         | Bo Hamburger                       | Léon van Bon                       | Philip de Baets                    |                                    |
| 1995                                                         | Johan Museeuw                      | Frank Høj                          | Robbie Vandaele                    |                                    |
| 1996                                                         | Wilfried Peeters                   | Johan Museeuw                      | Hendrik Redant                     |                                    |
| 1997                                                         | Léon van Bon                       | Erik Dekker                        | Tom Desmet                         |                                    |
| 1998                                                         | Jesper Skibby                      | Lars Michaelsen                    | Hans de Meester                    |                                    |
| Dos dies dels Esperons d'or, de 1999 a 2002                  |                                    |                                    |                                    |                                    |
| 1999                                                         | Wilfried Peeters                   | Michael Steen Nielsen              | Steven de Jongh                    |                                    |
| 2000                                                         | Servais Knaven                     | Lars Michaelsen                    | Jacob Moe Rasmussen                |                                    |
| 2001                                                         | Erik Dekker                        | Michael Boogerd                    | Steven de Jongh                    |                                    |
| 2002                                                         | Erik Dekker                        | Steven van Malderghem              | Olaf Pollack                       |                                    |
| Tres dies de Flandes Occidental - des del 2003               |                                    |                                    |                                    |                                    |
| 2003                                                         | Jaan Kirsipuu                      | Jimmy Casper                       | Lauri Aus                          |                                    |
| 2004                                                         | Robert Bartko                      | Jaan Kirsipuu                      | Kurt Asle Arvesen                  |                                    |
| 2005                                                         | anul·lada per culpa de les nevades | anul·lada per culpa de les nevades | anul·lada per culpa de les nevades | anul·lada per culpa de les nevades |
| 2006                                                         | Nico Eeckhout                      | Robbie McEwen                      | Matti Breschel                     |                                    |
| 2007                                                         | Jimmy Casper                       | Wouter Weylandt                    | Stefan van Dijk                    |                                    |
| 2008                                                         | Bobbie Traksel                     | Niko Eeckhout                      | Sergei Ivanov                      |                                    |
| 2009                                                         | Johnny Hoogerland                  | Kevyn Ista                         | Jens Mouris                        |                                    |
| 2010                                                         | Jens Keukeleire                    | Kris Boeckmans                     | Bobbie Traksel                     |                                    |
| 2011                                                         | Jesse Sergent                      | Sébastien Rosseler                 | Michał Kwiatkowski                 |                                    |
| 2012                                                         | Julien Vermote                     | Jesse Sergent                      | Mikhaïl Ignàtiev                   |                                    |
| 2013                                                         | Kristof Vandewalle                 | Tobias Ludvigsson                  | Niki Terpstra                      |                                    |
| 2014                                                         | Gert Jõeäär                        | Guillaume Van Keirsbulck           | Johan Le Bon                       |                                    |
| 2015                                                         | Yves Lampaert                      | Anton Vorobiov                     | Jesse Sergent                      |                                    |
| 2016                                                         | Sean De Bie                        | Łukasz Wiśniowski                  | Nils Politt                        |                                    |